# Bandera de Sarroca de Bellera
La bandera oficial de Sarroca de Bellera té la següent descripció:
| « | Bandera apaïsada, de proporcions dos d'alt per tres de llarg, groga, amb el moltó dret, vermell, encollarat, clarinat i ungulat de l'escut de blau fosc, d'alçària 13/16 de la del drap i amplària 1/4 de la llargària del mateix drap, al centre. | » |

## Història
Fou aprovada per la Generalitat el 7 de juny de 2016 i publicada al DOGC el 20 de juny amb el número 7145.